# Бенон, Брижитт
Брижитт Бенон (фр. Brigitte Benon, р.26 мая 1963) — французская фехтовальщица-шпажистка, первая в истории чемпионка мира по фехтованию на шпагах среди женщин.

## Биография
Родилась в 1963 году. В 1988 году Международная федерация фехтования решила ввести новый вид соревнований по фехтованию среди женщин - фехтование на шпагах (до этого женщины состязались только на рапирах), и на первом в истории чемпионате мира по новым правилам Брижитт Бенон стала обладательницей золотой и серебряной медалей. На чемпионате мира 1991 года она завоевала серебряную медаль в командном турнире.